# Município de Marion (condado de Drew, Arkansas)
O município de Marion (em inglês: Marion Township) é um município localizado no condado de Drew no estado estadounidense de Arkansas. No ano de 2010 tinha uma população de 12.673 habitantes e uma densidade populacional de 42,27 pessoas por km².

## Geografia
O município de Marion encontra-se localizado nas coordenadas 33° 36′ 54″ N, 91° 46′ 43″ O. Segundo a Departamento do Censo dos Estados Unidos, o município tem uma superfície total de 299.82 km², da qual 298.63 km² correspondem a terra firme e (0.4%) 1.19 km² é água.

## Demografia
Segundo o censo de 2010, tinha 12.673 habitantes residindo no município de Marion. A densidade populacional era de 42,27 hab./km². Dos 12.673 habitantes, o município de Marion estava composto pelo 65.57% brancos, o 31.29% eram afroamericanos, o 0.2% eram amerindios, o 0.63% eram asiáticos, o 0.03% eram insulares do Pacífico, o 1.11% eram de outras raças e o 1.16% pertenciam a dois ou mais raças. Do total da população o 2.04% eram hispanos ou latinos de qualquer raça.